# Gercy
Gercy es una comuna francesa situada en el departamento de Aisne, de la región de Alta Francia.

## Geografía
Está ubicada a 4 km al suroeste de Vervins.

## Demografía
| 362 | 349 | 314 | 291 | 332 | 315 | 301 | 290 |
| Para los censos de 1962 a 1999 la población legal corresponde a la población sin duplicidades (Fuente: INSEE [Consultar]) |     |     |     |     |     |     |     |